# Il Fantasma dell'opera
Il fantasma dell'opera är en italiensk skräckfilm från år 1998 som är regisserad av Dario Argento. Filmen är baserad på Gaston Leroux bok Fantomen på Operan.

## Handling
Filmen återberättar den klassiska historien om Fantomen, som terroriserar personalen på Paris operahus. Syftet är att hans stora kärlek, Christine Daaé, ska få alla stora och bra roller - även om han måste döda för att få sin vilja igenom.

## Om filmen
Några ändringar har gjorts i berättelsen. Exempelvis så är Fantomen inte vanställd, utan han ser ut som en helt vanlig man. Men däremot övergavs han som spädbarn, och han uppfostrades av råttor som lärde honom det engelska språket, samt att uppskatta konst.

## Kritik
Det har riktats mycket kritik mot filmen, eftersom den kan anses vara ologisk och orealistisk. Under filmens gång får man exempelvis ingen förklaring till hur råttor lyckats uppfostra ett människobarn, och dessutom kunnat förse det med mat, kläder och andra nödvändigheter.

## Rollista i urval
- Julian Sands - Fantomen
- Asia Argento - Christine Daaé
- Andrea Di Stefano - Baron Raoul De Chagny
- Nadia Rinaldi - Carlotta Altieri
- Lucia Guzzardi - Madame Giry
- Zoltan Barabas - Poligny
- John Pedeferri - Dr. Princard
- Leonardo Treviglio - Jerome De Chagny